# 양동근의 작품 목록

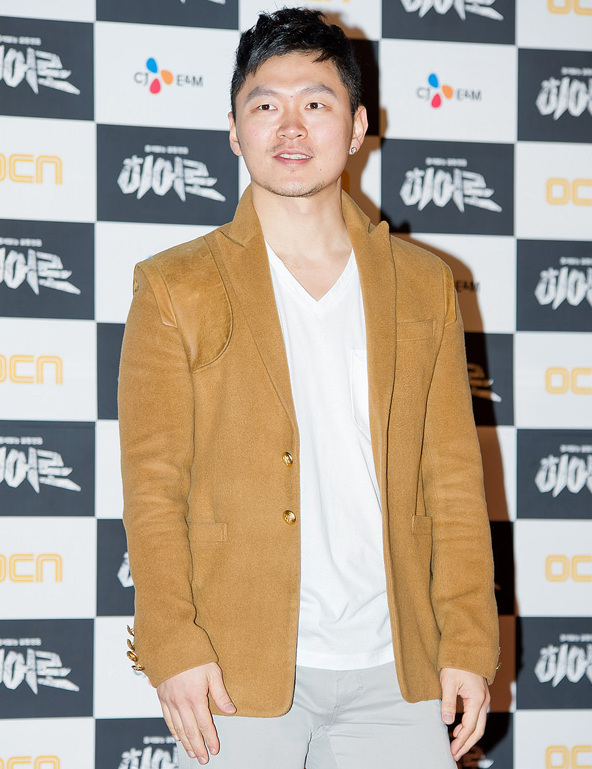
드라마 《히어로》 제작 발표회에서 양동근

다음은 대한민국의 배우 겸 힙합 래퍼 양동근의 작품 목록이다.

## 작품 목록

### 영화
| 연도   | 제목                                              | 역할             | 감독   | 비고        |
| ------ | ------------------------------------------------- | ---------------- | ------ | ----------- |
| 1991년 | 슈퍼 홍길동 5 - 부채 도사와 홍길동                | 돌이 역          | 조종우 |             |
| 1992년 | 해룡이와 달자의 추억의 책가방                     |                  | 조종우 |             |
| 1998년 | 짱                                                | 양종구 역        | 양윤호 |             |
| 1999년 | 화이트 발렌타인                                   | 한석 역          | 양윤호 |             |
| 1999년 | 댄스댄스                                          | 순도 역          | 문성욱 |             |
| 2000년 | 해변으로 가다                                     | 재승 역          | 김인수 |             |
| 2001년 | 수취인불명                                        | 창국 역          | 김기덕 |             |
| 2002년 | 해적, 디스코왕 되다                               | 왕성기 역        | 김동원 |             |
| 2003년 | 와일드 카드                                       | 방제수 역        | 김유진 |             |
| 2004년 | 마지막 늑대                                       | 최철권 역        | 구자홍 |             |
| 2004년 | 바람의 파이터                                     | 최배달 역        | 양윤호 |             |
| 2006년 | 모노폴리                                          | 나경호 역        | 이항배 |             |
| 2010년 | 그랑프리                                          | 이우석 역        | 양윤호 |             |
| 2011년 | 퍼펙트 게임                                       | 선동열 역        | 박희곤 |             |
| 2012년 | 배우는 배우다                                     | 강빈 역          | 신연식 | 특별출연    |
| 2012년 | 반창꼬                                            | 방제수 형사 역   | 정기훈 | 우정출연    |
| 2013년 | 응징자                                            | 강창식 역        | 신재호 |             |
| 2016년 | 블랙가스펠 2: 소울을 찾는 여정 가운데 만난 사람들 |                  | 김성권 |             |
| 2018년 | 천화                                              | 종규 역          | 민병국 |             |
| 2018년 | 명당                                              | 남씨부인 남편 역 | 박희곤 | 특별출연    |
| 2018년 | 미스터리 핑크                                     |                  | 구혜선 | 단편 영화   |
| 2020년 | 죽지 않는 인간들의 밤                             | 닥터 장 역       | 신정원 |             |
| 2022년 | 야차                                              | 홍 과장          | 나현   |             |
| 2022년 | 별빛이 내린다                                     |                  | 최국희 |             |
| 2025년 | 킹 오브 킹스                                      | 베드로           | 장성호 | 한국어 더빙 |

### 드라마
| 연도   | 방송사   | 제목                               | 역할                  | 비고     |
| ------ | -------- | ---------------------------------- | --------------------- | -------- |
| 1987년 | KBS      | 송년특집극 탑리                    |                       | 데뷔작   |
| 1988년 | MBC      | 또래와 뚜리                        |                       | 149부작  |
| 1988년 | MBC      | MBC 베스트셀러극장 - 어머니의 깃발 | 어린 개만 역          | 1부작    |
| 1989년 | KBS1     | 회전목마                           |                       | 90부작   |
| 1989년 | KBS1     | 송년특집드라마 - 초승달과 밤배     |                       |          |
|        | MBC      | 한지붕 세가족                      |                       | 413부작  |
| 1990년 | KBS1     | 서울 뚝배기                        | 장수곤 역             | 189부작  |
| 1991년 | KBS2     | 월화드라마 형                      | 어린 김동훈 역        | 118부작  |
| 1992년 | SBS      | 관촌수필                           | 민구 역               | 30부작   |
| 1996년 | KBS1     | 신세대 보고 어른들은 몰라요        |                       |          |
| 1999년 | KBS2     | 학교                               | 조석호 역             | 16부작   |
| 1999년 | KBS2     | 광끼                               | 황대주 역             | 36부작   |
| 2000년 | KBS2     | 드라마시티 - 그가 간이역에 내렸다  |                       | 1부작    |
| 2000년 | MBC      | 뉴 논스톱                          | 양동근 역             | 422부작  |
| 2000년 | MBC      | 8.15 특집극 선감도                 | 대봉 역               | 1부작    |
| 2000년 | KBS2     | 태양은 가득히                      | 최동팔 역             | 54부작   |
| 2002년 | MBC      | 네 멋대로 해라                     | 고복수 역             | 20부작   |
| 2006년 | MBC      | 닥터 깽                            | 강달고 역             | 16부작   |
| 2007년 | KBS2     | 아이엠 샘                          | 장이산 역             | 16부작   |
| 2012년 | OCN      | 히어로                             | 김흑철 역             | 9부작    |
| 2014년 | tvN      | 삼총사                             | 허승포 역             | 12부작   |
| 2015년 | tvN      | 풍선껌                             | 라디오 게스트 역      | 우정출연 |
| 2016년 | KBS2     | 오 마이 금비                       | 카센터 직원 역        | 특별출연 |
| 2017년 | MBC      | 미씽나인                           | 윤태영 역             | 16부작   |
| 2017년 | tvN      | 하백의 신부 2017                   | 주동 역               | 특별출연 |
| 2017년 | MBC      | 보그맘                             | 최고봉 역             | 12부작   |
| 2018년 | MBC      | 내 뒤에 테리우스                   | 차정일 역             | 특별출연 |
| 2018년 | MBC      | 대장금이 보고있다                  | 양동근 역             | 특별출연 |
| 2019년 | KBS2     | 국민 여러분!                       | 챨스 역               | 36부작   |
| 2020년 | MBC      | 365 : 운명을 거스르는 1년          | 배정태 역             | 24부작   |
| 2021년 | JTBC     | 인간실격                           | 우남 역               | 16부작   |
| 2022년 | SBS      | 치얼업                             | 배영웅 역             | 16부작   |
| 2022년 | MBC      | 금혼령, 조선 혼인 금지령           | 조성균 역             | 12부작   |
| 2022년 | 왓챠     | 사막의 왕                          | 동현 역               | 6부작    |
| 2023년 | 디즈니+  | 무빙                               | 정준화                | 20부작   |
| 2023년 | TVING    | 플레이, 플리                       | 한주 아빠             | 8부작    |
| 2024년 | MBN      | 나쁜 기억 지우개                   | 테니스 경기 해설자 역 | 특별출연 |
| 2024년 | 넷플릭스 | 오징어 게임 시즌2                  |                       |          |

### 연극 및 뮤지컬
| 연도   | 제목                  | 역할         | 비고 |
| ------ | --------------------- | ------------ | --- |
| 2005년 | 연극 《관객모독》     | 배우 역      | 원작 - 페터 한트케 연출 - 기국서 기획 - 극단76團 기간 - 2005년 3월 17일 ~ 6월 19일 장소 - 서울 동숭동 대학로 창조콘서트홀 |
| 2007년 | 랩뮤지컬 《관객모독》 | 연출         | 기간 - 2007년 5월 17일 ~ 7월 29일 장소 - 대학로 스튜디오76                                                                |
| 2008년 | 뮤지컬 《마인》       | 강봉태 역    | 건군 60주년 기념 뮤지컬                                                                                                   |
| 2014년 | 연극 《관객모독》     | 무대 감독 역 | 특별 게스트 |
| 2015년 | 뮤지컬 《인더하이츠》 | 우스나비 역  | |

## 연기 외 활동

### 예능 프로그램
- 《夜! 한밤에》 (2002년 3월 6일, KBS2)
- 《상상플러스》 (2006년 5월 30일, KBS2)
- 《야심만만 만명에게 물었습니다》 (2004년 4월 5일 55회, SBS)
- 《윤도현의 러브레터》 (2002년 11월 9일 27회, 2003년 5월 10일 52회, 2003년 12월 26일 85회, 2005년 8월 12일 여름특집, 2006년 8월 4일 207회, 2007년 11월 9일 271회, KBS)
- 《유희열의 스케치북》 (2010년 12월 3일 76회, 2012년 4월 27일 141회, KBS)
- 《스타골든벨》 (102회 2006년 10월 14일, KBS2)
- 《일요일이 좋다 X맨》 (SBS)
- 《낭독의 발견》 (KBS1)
  - 《양동근, 내일의 노래를 들어라》 (2006년 9월 7일)
  - 《힙합퍼 양동근의 28청춘》 (2006년 9월 14일)
  - 《한글날 특집 시를 읽다》 (2006년 10월 9일)
- 《일요일은 101% MC대격돌 - 여걸파이브》 - 40회 (2004년 8월 8일, KBS2)
- 《스타 집현전》 (2002년 5월 31일, KBS2)
- 《해피투게더 쟁반 노래방》 (2002년 5월 30일, KBS2)
- 《자유선언 토요대작전》 제8회 (2002년 5월 25일, KBS2)
- 《이소라의 프로포즈》 (2001년 9월 1일, KBS2)
- 《초난강》 (2006년 9월 1일)
- 《힙합 더 바이브》 (2002년, Mnet)
- 《생방송 뮤직큐》 (2002년, KMTV)
- 《뮤직 플러스》 (2001년, KBS2)
- 《가요 핫3 빅10》 (2001년, 경인방송)
- 《SBS 인기가요》 (2001년, SBS)
- 《쇼 뮤직탱크》 (2001년, KMTV)
- 《스타 VJ쇼》 (2001년, Mnet)
- 《What is Up 제롬!》 (2001년, Mnet)
- 《슈퍼 TV 일요일은 즐거워》 (2001년, KBS2)
- 《좋은친구들》 (2001년, SBS)
- 《목표달성! 토요일》 (2001년, MBC)
- 《가요발전소》 (2001년, Mnet)
- 《Show King m》 (2001년, Mnet)
- 《TV특종 놀라운 세상》 (2001년, MBC)
- 《올스타 가요제》 (2000년, MBC)
- 《21세기 위원회》 (2000년, MBC)
- 《일요일 일요일 밤에》 (2000년, MBC)
- 《m.net 스쿨 오브 락 - 양동근 편》 (2006년 9월 4일)
- 《쇼! 일요천하 스타서커스 - 지상 최대의 쇼》 (2002년 6월 23일, SBS)
- 《박상원의 아름다운tv얼굴》 (MBC)
- 《목표달성 리얼리티 뮤직쇼》 (2006년 11월 1일 2회, tvN)
- 《초특급 일요일 만세》 (24회, SBS)
- 《스타 도네이션 꿈은 이루어진》다 (2003년 5월 10일 23회, SBS)
- 《Mtv live ydg 양동근》
- 《김승우의 승승장구》 (2010년 9월 7일, KBS)
- 《유재석 김원희의 놀러와》 (2010년 9월 13일, MBC)
- 《스타 다이빙 쇼 스플래시》 (2013년, MBC)
- 《불후의 명곡: 전설을 노래하다》 (2013년 9월 14일, 9월 21일, KBS)
- 《일요일이 좋다 런닝맨》 (2013년 10월 27일, SBS)
- 《라디오스타》 (2013년 10월 30일, MBC)
- 《쇼 미더 머니 시즌 3》 (2014년, Mnet) - 심사위원 겸 프로듀서
- 《MBC 다큐프라임 306회 : 청년, 사나이가 되다》 (2015년 12월 17일, MBC) - 내레이션
- 《언프리티 랩스타 3》 (2016년, Mnet)
- 《해피선데이 - 슈퍼맨이 돌아왔다》 (2016년, KBS2)
- 《고등래퍼》 (2017년, Mnet) - 멘토
- 《정글의 법칙》 (2017년, SBS)
- 《미스터리 음악쇼 복면가왕》 (2017년 8월 20일, MBC) - 참가자 (땅 좀 보러 왔습니다! 콜럼버스!)
- 《투유 프로젝트 슈가맨2》 (2018년, JTBC)
- 《천만홀릭 커밍쑨》 (2018년, 채널A)
- 《백종원의 미스터리 키친》 (2019년, SBS) - 민트 셰프
- 《쇼 미더 머니 시즌 8》 (2019년, Mnet) - 방청객 겸 특별 심사위원
- 《똥강아지들》 (2019년, SBS Plus)
- 《핑거게임》 (2020년, tvN)
- 《맛남의 광장》 - 게스트 출연 (2020년, SBS)
- 《보이스킹》 (2021년, MBN)
- 《생활의 달인》 (2021년, SBS)
- 《신발벗고 돌싱포맨》 (2023년, SBS)
- 《배우반상회》 (2024년, JTBC)

### 기타
- 《스타다큐 마이웨이》 (2022년, TV CHOSUN) - 故 강수연 편 VCR 출연

### 뮤직 비디오
- Button - 느낌
- 파란 - Don't Cry

### 광고
| 연도   | 기업명                       | 브랜드명(종류)             | 연도   | 기업명                       | 브랜드명(종류)             |
| ------ | ---------------------------- | -------------------------- | ------ | ---------------------------- | -------------------------- |
|        | 크라운제과                   | 초코와키 도원경편          |        | 크라운제과                   | 죠리퐁                     |
|        | 오리온                       | 예감1 (공효진과 함께 출연) |        | 오리온                       | 예감2 (임유진과 함께 출연) |
|        | 오리온                       | 왕꿈틀이                   |        | CJ제일제당                   | 꼬마불고기                 |
|        | 삼양식품                     | 수타면 권투 편             |        | 삼양식품                     | 수타면 부자간의대결편      |
|        | 서울이동통신                 | 펨레터 마음껏날리자 편     |        | 오리온                       | 고래밥                     |
|        | 농심켈로그                   | 첵스초코                   |        | 농심                         | 디스코텍 스낵              |
|        | LS네트웍스                   | 프로스펙스 양동근편        |        | LS네트웍스                   | 프로스펙스 도전편          |
|        | 해태제과                     | 특종버블껌                 |        | 해태제과                     | 홈런볼                     |
|        | 한성기업                     | 튜니참치캔                 |        | 효자원                       | 서주우유                   |
|        | 농심                         | 안성탕면                   |        | 크라운제과                   | 콘치즈                     |
|        | 동원F&B                      | 김밥치즈                   | 1990년 | 사조해표                     | 로하이팝콘                 |
| 1991년 | 동산 C&G                     | 다이알플러스               | 1992년 | 농심                         | 양파면                     |
| 1992년 | 농심                         | 농심미과                   | 1992년 | 농심                         | 오징어짬뽕                 |
| 1993년 | 크라운제과                   | 죠리퐁                     | 2001년 | 롯데칠성음료                 | 펩시콜라 지하철편          |
| 2001년 | 소니컴퓨터엔터테인먼트코리아 | 플레이스테이션 2           | 2002년 | 소니컴퓨터엔터테인먼트코리아 | 플레이스테이션 2           |
| 2002년 | 롯데웰푸드                   | 국화빵과 아이스크림        | 2007년 | TG삼보컴퓨터                 | 에버라텍                   |
| 2009년 |                              | 대한민국 육군 기대주 편    | 2009년 |                              | 대한민국 육군 주인공 편    |

## 디스코그래피

### 정규 앨범
| 앨범 # | 발매일           | 앨범명                  | 비고                                              |
| ------ | ---------------- | ----------------------- | ------------------------------------------------- |
|        | 1997년           | WILL 2                  | 그룹 WILL의 두 번째 앨범 (랩-양동근, 보컬-한지인) |
| 1      | 2001년 7월 28일  | Yangdonggeun AKA Madman |                                                   |
| 2      | 2003년 11월 26일 | Travel                  |                                                   |
| 3      | 2006년 7월 13일  | 거울 (28청춘 엿봐라)    |                                                   |
| 4      | 2007년 10월 22일 | But I 드려              |                                                   |

### 비정규 앨범
| 발매일           | 앨범명                       | 비고                                           |
| ---------------- | ---------------------------- | ---------------------------------------------- |
| 2002년 5월 13일  | Da Man On The Block          | 1.5집                                          |
| 2010년 7월 26일  | 개키워                       | 디지털 싱글                                    |
| 2010년 11월 9일  | Best of Best                 | 베스트 앨범                                    |
| 2011년 12월 15일 | Perfect Game                 | 디지털 싱글. 스컬과 합작                       |
| 2012년 3월 5일   | Just the Two of Us           | 디지털 싱글                                    |
| 2012년 12월 7일  | Give It to Me                | 디지털 싱글                                    |
| 2013년 1월 21일  | Father                       | 디지털 싱글                                    |
| 2014년 2월 25일  | YDG Series Vol.1 - JAJAJA    | 디지털 싱글                                    |
| 2015년 8월 7일   | YDG Series Vol.2 - Jump Down | 디지털 싱글                                    |
| 2016년 7월 26일  | Beside Me                    | 디지털 싱글. 코드쿤스트 & 비와이 & 수란과 합작 |
| 2016년 11월 2일  | 작업혼                       | 디지털 싱글                                    |
| 2016년 11월 18일 | Don`t Go                     | 디지털 싱글                                    |

### 참여 앨범
| 발매일           | 앨범명                            | 아티스트명                | 비고                                                                                    |
| ---------------- | --------------------------------- | ------------------------- | --------------------------------------------------------------------------------------- |
| 1997년 7월       | First Love                        | TNB                       | 1.Esmeralda                                                                             |
| 2000년 5월 6일   | 비인(悲忍)                        | 윤손하                    | 7. LOVE LETTER (Rap Featuring 양동근)                                                   |
| 2002년 10월 12일 | The Konexion                      | Smokie J                  | 9. Lady (with Guest Appearance by Smokie J)                                             |
| 2002년 10월 17일 | 빨간내복                          | 이문세                    | 5. 유치찬란 (Rap featuring YDG)                                                         |
| 2003년 6월 20일  | Masta Peace                       | 마스타 우                 | 3. 문제아 (featuring YDG a.k.a madman)                                                  |
| 2004년 8월 13일  | 하나하면 너와 나                  | 드렁큰타이거              | 12. Symphony 3 (Feat: Sean2slow, YDG)                                                   |
| 2005년 5월 3일   | OldRookie                         | 45rpm                     | 06. One (feat: Red roc, Sean2slow, Vasco, Masta wu, YDG, DJ wreckx)                     |
| 2006년 4월 11일  | Masquerade                        | TBNY                      | 11. 양면성 (feat: 양동근 a.k.a YDG)                                                     |
| 2006년 7월 26일  | Sweet Soul                        | 난아(Nan-A)               | 12. Sunflower Girl (Feat: 양동근)                                                       |
| 2007년 2월 13일  | ILL SKILL                         | L.E.O                     | 3. 인생 뭐 있어？(feat: with 양동근 aka YDG)                                            |
| 2007년 5월 31일  | Enlightened                       | 다이나믹 듀오             | 2. 해적 (Feat: YDG)                                                                     |
| 2007년 3월 17일  | Insane Deegie 2                   | 디지                      | 4. 음악으로 바꿀 수 있는 것들...(Feat: YDG, TBNY, Bizzy)                                |
| 2008년 6월 27일  | Bizzionary                        | Bizzy                     | 1. Change (Feat: YDG) 8.The Movement4(꺼지지 않는 초심)                                 |
| 2009년 1월 8일   | 伯牙絶絃                          | 리쌍                      | 3. Surviver (Feat: Y.D.G, Leo Kekoa, 디기리, 톱밥, Juvie Train, 넋업샤니)               |
| 2009년 2월 12일  | 검은띠                            | L.E.O                     | 4. 그녀는 바람둥이 (Feat: 양동근 AKA YDG)                                               |
| 2009년 6월 29일  | Feel gHood Muzik : The 8th Wonder | 드렁큰타이거              | 내 눈을 쳐다봐 (Feat: Bizzy, YDG, 정인)                                                 |
| 2009년 9월 16일  | [e]                               | 에픽하이                  | 흉 (Feat: MYK, YDG, Dok2)                                                               |
| 2010년 6월 11일  | Fresh Everyday                    | 후레쉬보이즈 (Fresh Boyz) | 1. Fresh Everyday (Feat: 양동근)                                                        |
| 2010년 7월 29일  | 풍류                              | DJ DOC                    | 1. In To The Rain (Feat. YDG) 7. 이리로 (Feat: Tiger JK, Bizzy, J-Dogg, Sean2slow, YDG) |
| 2010년 10월 20일 | PSYFIVE                           | 싸이 [PSY]                | 8. 서울의 밤거리 (Feat: YDG)                                                            |
| 2011년 4월 19일  | HUSTLE REAL HARD                  | Dok2                      | 9. 절대 (Feat: YDG)                                                                     |
| 2015년 1월 9일   | 정용화                            | 마일리지 (Mileage)        | 1. 마일리지 (Feat: YDG)                                                                 |

### 컴필레이션 앨범
| 발매일           | 앨범명                          | 비고                                                               |
| ---------------- | ------------------------------- | ------------------------------------------------------------------ |
| 2001년 6월 19일  | 동감                            |                                                                    |
| 2001년 8월       | 락(樂) and Rock                 |                                                                    |
| 2002년 2월       | ...함께 있음을 악(樂) & Rock    |                                                                    |
| 2004년 1월 20일  | Dong Gam 3 God′s Gift           |                                                                    |
| 2004년 4월 21일  | Hiphop Mania                    |                                                                    |
| 2008년 2월 28일  | 태안프로젝트그룹                | 기적(이현우, 양동근, 이적, 박정현, 이한철, JK 김동욱, 웅산, Bizzy) |
| 2009년 6월 18일  | Smokie j Present The Konextion2 | 3.숙제 (문을열어) (Feat: YDG)                                      |
| 2015년 10월 24일 | 언프리티 랩스타 2 Track 8       | 키디비-아슬아슬해 (Feat.마이크로닷,YDG)                            |

### OST 앨범
| 발매일          | 앨범명        | 비고       |
| --------------- | ------------- | ---------- |
| 1998년 11월     | 짱(Zzang) OST |            |
| 2006년 7월 28일 | 모노폴리 OST  | 디지털싱글 |
| 2010년 9월 13일 | 그랑프리 OST  | 디지털싱글 |

## 콘서트
- 2006년 - 2006무브먼트콘서트
- 2007년 - YDG's 1ST CONCERT ANOTHER DRAMA WITH FRIENDS
- 슈프림 슈퍼 힙합 콘서트
- 힙합 플라이 콘서트

## 홍보대사
| 연도   | 활동명                                                 |
| ------ | ------------------------------------------------------ |
| 2001년 | 희귀병 환자와 불우이웃돕기 희망 2002 프로젝트 명예대사 |
| 2003년 | 경찰청 명예경찰 경위                                   |
| 2013년 | 포사랑 홍보대사                                        |